# Höchstrichterliche Rechtsprechung
Höchstrichterliche Rechtsprechung ist die Gesamtheit rechtskräftiger Entscheidungen der Obersten Instanzen, in Deutschland also Entscheidungen des Bundesgerichtshofs, des Bundesarbeitsgerichts, des Bundesverwaltungsgerichts, des Bundessozialgerichts und des Bundesfinanzhofs. Teilweise werden darunter auch Entscheidungen der Oberlandesgerichte gefasst, sofern diese als letzte Instanz zuständig sind.
In neuerer Zeit fallen darunter auch Entscheidungen des Europäischen Gerichtshofs.
Die höchstrichterliche Rechtsprechung hat im kontinentaleuropäischen Rechtskreis erhebliche Bedeutung bei der Rechtsauslegung, da sich die anderen Gerichte in der Regel an ihr orientieren. Im angelsächsischen Rechtskreis kommt den höchstrichterlichen Entscheidungen theoretisch erheblich höhere Bedeutung zu, da im case law kein Widerspruch zu Entscheidungen höherer Instanzen zulässig ist. Die höchstrichterlichen Entscheidungen haben dort als Präzedenzfälle daher größere Auswirkungen. In der Praxis nähert sich die Bedeutung der höchstrichterlichen Entscheidungen jedoch auch in Deutschland dem rechtstheoretisch wesentlich höheren Einfluss im angelsächsischen Recht an.
Einen Sonderfall stellen die Entscheidungen des Bundesverfassungsgerichtes dar, da diese in Deutschland Gesetzeskraft entfalten können und so andere Gerichte binden.
Zu unterscheiden von den höchstrichterlichen Entscheidungen sind obergerichtliche Entscheidungen, die zwar von höheren Gerichten gefällt werden, die aber nicht die letzte Instanz ihres jeweiligen Instanzenzuges sind (in Deutschland etwa Oberlandesgerichte, Landesarbeitsgerichte, Landessozialgerichte und Oberverwaltungsgerichte bzw. Verwaltungsgerichtshöfe) und erstinstanzliche Entscheidungen der Eingangsgerichte.